# Ege Arar
Ege Arar (Adana, 2 settembre 1996) è un cestista turco.

## Carriera
Con la Turchia ha disputato i Campionati mondiali del 2019.

## Palmares
- Eurocup: 1

Galatasaray: 2015-16